# Paul Arenkens
Paul Arenkens (* 13. Juni 1932 in Böckwitz; † 6. November 2016) war ein deutscher Schauspieler und Sänger.

## Leben
Paul Arenkens absolvierte nach seinem Schulabschluss zunächst eine Ausbildung zum Landwirt. Daraufhin folgte eine Gesangs- und Schauspielausbildung am Konservatorium in Halle (Saale). Sein Schauspieldebüt gab er am Stadttheater in Brandenburg (Havel). Er arbeitete von 1961 bis zur Auflösung im Jahr 1997 am Berliner Metropol-Theater. Parallel zu seiner Theaterkarriere war Arenkens bei Kinderrevuen am Berliner Friedrichstadtpalast aktiv. Bekannt wurde er auch als Operettensänger.
In Filmen und Serien spielte Paul Arenkens sehr unterschiedliche Charaktere. So war er in komischen Rollen wie Maxe Baumann und Ferienheim Bergkristall, aber auch in Literaturverfilmungen wie Neuland unterm Pflug zu sehen. In den 1970er-Jahren wirkte er in Fernsehserien wie Polizeiruf 110 und Das unsichtbare Visier mit. Insgesamt wirkte er von 1964 bis 1999 als Schauspieler in mehr als 70 Film-und-Fernsehproduktionen mit. Mit seiner hohen Stimme war Arenkens ebenfalls als Synchronsprecher tätig.
Paul Arenkens stammte aus der kleinen Gemeinde Böckwitz, die von 1945 bis 1990 nahe der innerdeutschen Grenze lag. Mit der Wiedervereinigung wurde der zuvor enteignete Arenkens wieder Besitzer seines Bauernhofes. Arenkens starb im November 2016 im Alter von 84 Jahren.

## Filmografie (Auswahl)
- 1968: Wir lassen uns scheiden
- 1970: Schüsse unterm Galgen
- 1972: Polizeiruf 110: Blutgruppe AB (TV-Reihe)
- 1972: Polizeiruf 110: Das Ende einer Mondscheinfahrt (TV-Reihe)
- 1973: Das unsichtbare Visier (TV)
- 1975: Till Eulenspiegel
- 1975: Lotte in Weimar
- 1975: Fischzüge (Fernsehfilm)
- 1975: Die Seefee
- 1977: Wer reißt denn gleich vor’m Teufel aus
- 1978: Die Leiden des jungen Werthers
- 1979: Spuk unterm Riesenrad (TV-Serie)
- 1979: Einfach Blumen aufs Dach
- 1980: Unser Mann ist König (TV-Serie)
- 1980: Das Mädchen Störtebeker (TV-Serie)
- 1981: Trabant zu verkaufen (TV)
- 1981: Asta, mein Engelchen
- 1982: Maxe Baumann: Max bleibt am Ball (TV-Reihe)
- 1982–1983: Spuk im Hochhaus (TV-Serie)
- 1983: Unser bester Mann
- 1984: Ferienheim Bergkristall: Mach mal’n bißchen Dampf (TV)
- 1985: Ferienheim Bergkristall: Ein Fall für Alois (TV)
- 1986: König Karl (Fernsehfilm)
- 1987: Schauspielereien (Fernsehserie)
- 1987: Drei reizende Schwestern: Trick 17
- 1988: Drei reizende Schwestern: Willkommen im Rampenlicht
- 1990: Alter schützt vor Liebe nicht (Fernsehfilm)
- 1990: Flugstaffel Meinecke (Fernsehserie)
- 1991: Drei reizende Schwestern: Ein Hauch von Alpenglüh’n
- 1999: Mama ist unmöglich (TV-Serie)

## Theater
- 1972: Rainer Northmann/Joachim Gocht: Liebe mit Verlängerung – Regie: Hans-Joachim Martens (Metropol-Theater (Berlin-Mitte))
- 1973: Gerd Natschinski/Helmut Bez/Jürgen Degenhardt: Mein Freund Bunbury (Entertainer) – Regie: Hans-Joachim Martens (Metropol-Theater Berlin-Mitte)
- 1977: Alexander Kolker/Kim Ryshow nach Aleksandr Sukhovo-Kobylin: Kretschinskis Hochzeit (Pfandleiher) – Regie: Hans-Joachim Martens (Metropol-Theater Berlin-Mitte)
- 1981: Krzystof Pankiewicz/Marek Alaszewski: Mitsommernachtstraum (Schneider Schlucker) – Regie: Hans-Joachim Martens (Metropol-Theater Berlin-Mitte)
- 1982: Helmut Bez/Jürgen Degenhardt nach Franz und Paul von Schönthan: Bretter, die die Welt bedeuten (Professor Gollwitz) – Regie: Hans-Joachim Martens (Metropol-Theater Berlin-Mitte)
- 1984: Oskar Felzmann/Wladimir Poljakow: Die Tante aus Brasilien (Stephan) – Regie: Hans-Joachim Martens (Metropol-Theater Berlin-Mitte)